# Jan Cossiers

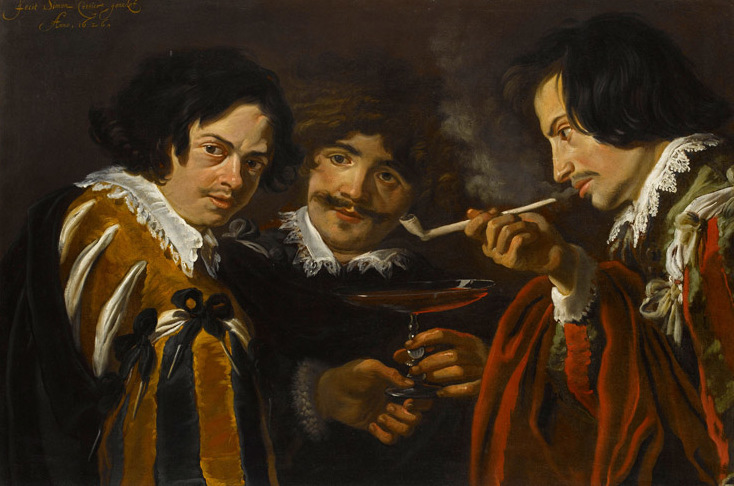
Simon de Vos, Reunión de fumadores y bebedores, 1626. París, Museo del Louvre. Una inscripción permite identificar a los personajes retratados: el propio Vos en el centro, el poco conocido Johan Geerlof, pintor de Zelanda, a la derecha y Cossiers a la izquierda, casualmente reunidos en Aix-en-Provence, de regreso de Italia.

Jan Cossiers (Amberes, 1600-1671) fue un pintor y dibujante barroco flamenco. Iniciado en el caravaggismo comenzó pintando obras de género con escenas de la vida cotidiana, para especializarse más adelante en pintura de historia y motivos religiosos, así como retratos. Cossiers fue uno de los principales pintores de Amberes tras la muerte de Rubens en 1640 y uno de los coloristas más originales del Flandes del siglo XVII. Fue también un consumado dibujante que creó delicados retratos ejecutados de forma muy variada y fluida.

## Biografía
Jan Cossiers era hijo de Antoon Cossiers, pintor acuarelista, y de Maria van Cleef. Fue bautizado en la Catedral de Amberes el 15 de julio de 1600. Su primera formación debió de tener lugar con su padre y con Cornelis de Vos, un destacado retratista y pintor de historia en Amberes. Prosiguió sus estudios con Abraham de Vries en Aix-en-Provence, a donde viajó en 1623. Visitó Roma, donde está registrado en octubre de 1624. En Roma probablemente vio obra de Caravaggio, que tuvo una importante influencia en su obra.

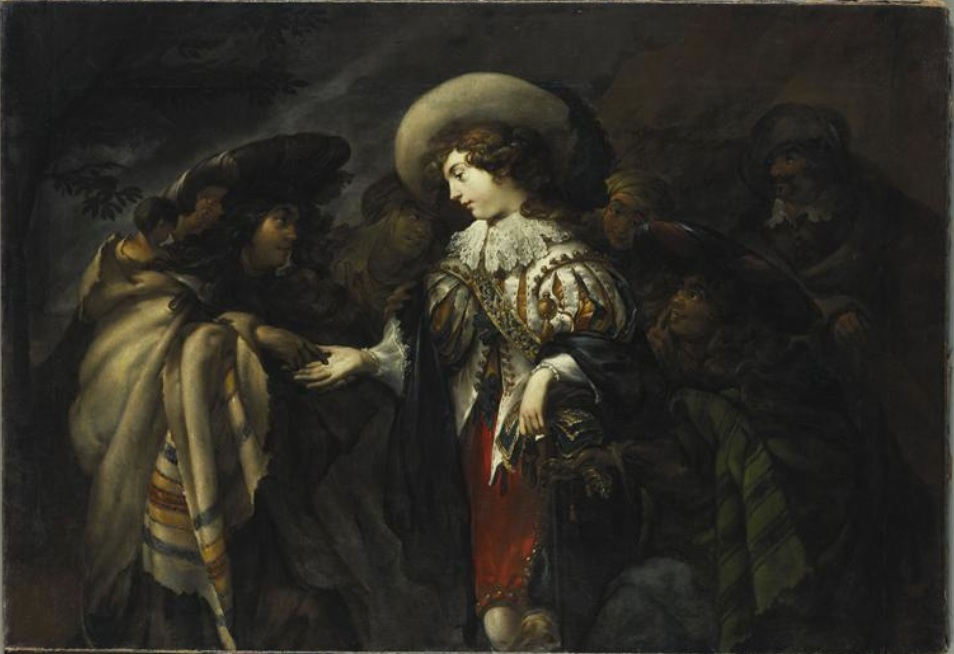
La buenaventura, óleo sobre lienzo, 136,5 x 199 cm, Múnich, Pinacoteca Antigua de Múnich

Estuvo de vuelta en Aix-en-Provence en 1626. Aquí conoció a Nicolas-Claude Fabri de Peiresc, el famoso humanista y amigo íntimo de Peter Paul Rubens. Peiresc recomendó a Cossiers a Rubens. También se reunió con otros artistas flamencos y holandeses como Simon de Vos y Johan Geerlof, pintor de paisajes natural de Zelanda y fallecido en Aviñón en 1628, tal como muestra un retrato de grupo de Simon de Vos conservado en el Museo del Louvre, donde recibe el título de Reunión de tres artistas fumando y bebiendo, en el que aparecen tres amigos disfrutando juntos de una pipa y una copa con una inscripción al pie que los identifica: «Fecit Simon - Cossiers. gerelof. Anno, 1626». También podría encontrarse a Cossiers representado en un retrato de grupo semejante, pintado por Adriaen Brouwer, otro artista con el que Cossiers tuvo relación, conocido por sus tronies, es decir, estudios de cabezas o rostros, que investigan variedades de expresión, si, como se ha propuesto, es la segunda figura de la derecha en la escena de taberna del Metropolitan Museum of Art de Nueva York conocida como Los fumadores, en la que el propio Brouwer se retrató al centro y en primer plano al modo de un tronie, acompañado, quizá, por los también pintores Jan Davidsz. de Heem, Jan Lievens y Joos van Craesbeeck.

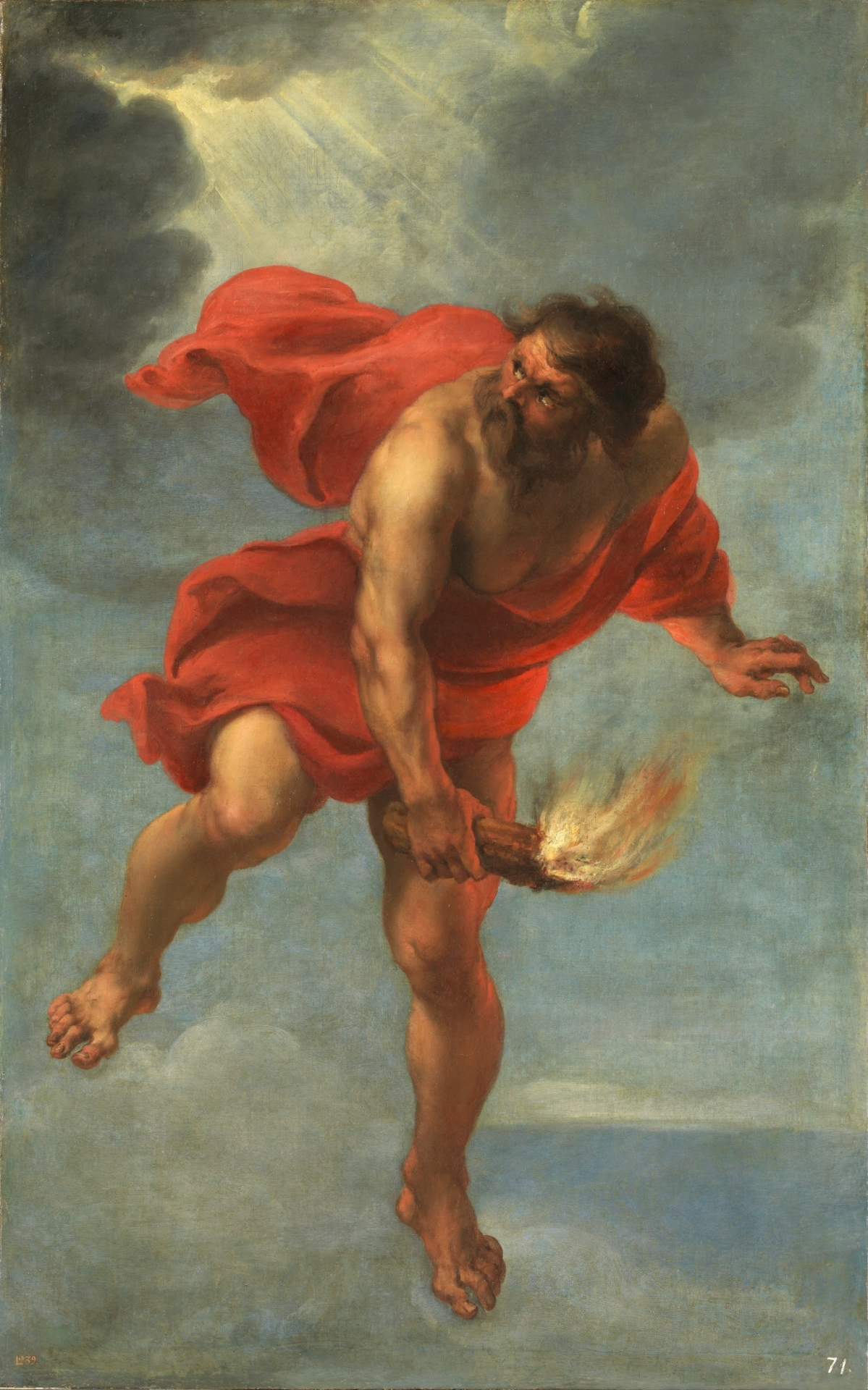
Prometeo, 1637, óleo sobre lienzo, 182 x 113 cm, Madrid, Museo del Prado.

En 1628 se encontraba de vuelta en Amberes donde ingresó como hijo de un maestro en el gremio o «guilda» de San Lucas. Influido por el caravaggismo, tanto en su gusto por el claroscuro como en la elección de los temas —Jugadores de cartas, La buenaventura— la pintura de Cossiers deja ver al mismo tiempo su atracción por el color sensual de Rubens, con quien aparecerá en adelante estrechamente relacionado. Al parecer, Rubens habría elegido a Cossiers para que lo acompañase a Madrid en 1628, pero los padres de Cossiers se habrían opuesto a la idea.
El 20 de mayo de 1630 se casó en la catedral de Amberes con Joanna Darragon (o Dragon), con quien tuvo dos hijos, Maria Anna y Jan Anthoni. Fallecida en 1639, apenas un año más tarde contrajo segundas nupcias con Maria van Willigen, con quien tendría otros once hijos.
En 1635 colaboró con Rubens en la Entrada del cardenal-infante Fernando de Austria en Amberes y en 1638 se ocupó de pintar sobre bocetos de Rubens tres de los cuadros de asunto mitológico encargados por Felipe IV para la Torre de la Parada, el pabellón de caza situado a la afueras de Madrid: Narciso, Júpiter y Licaón y Prometeo llevando el fuego, que fue una de las pinturas enviadas al gabinete reservado de la Academia de San Fernando, las tres conservadas ahora en el Museo del Prado.
Miembro de la cámara de retórica de Violieren (la Violeta) y del gremio de San Lucas, fue elegido su decano para el año registral de septiembre de 1640 a septiembre de 1641.

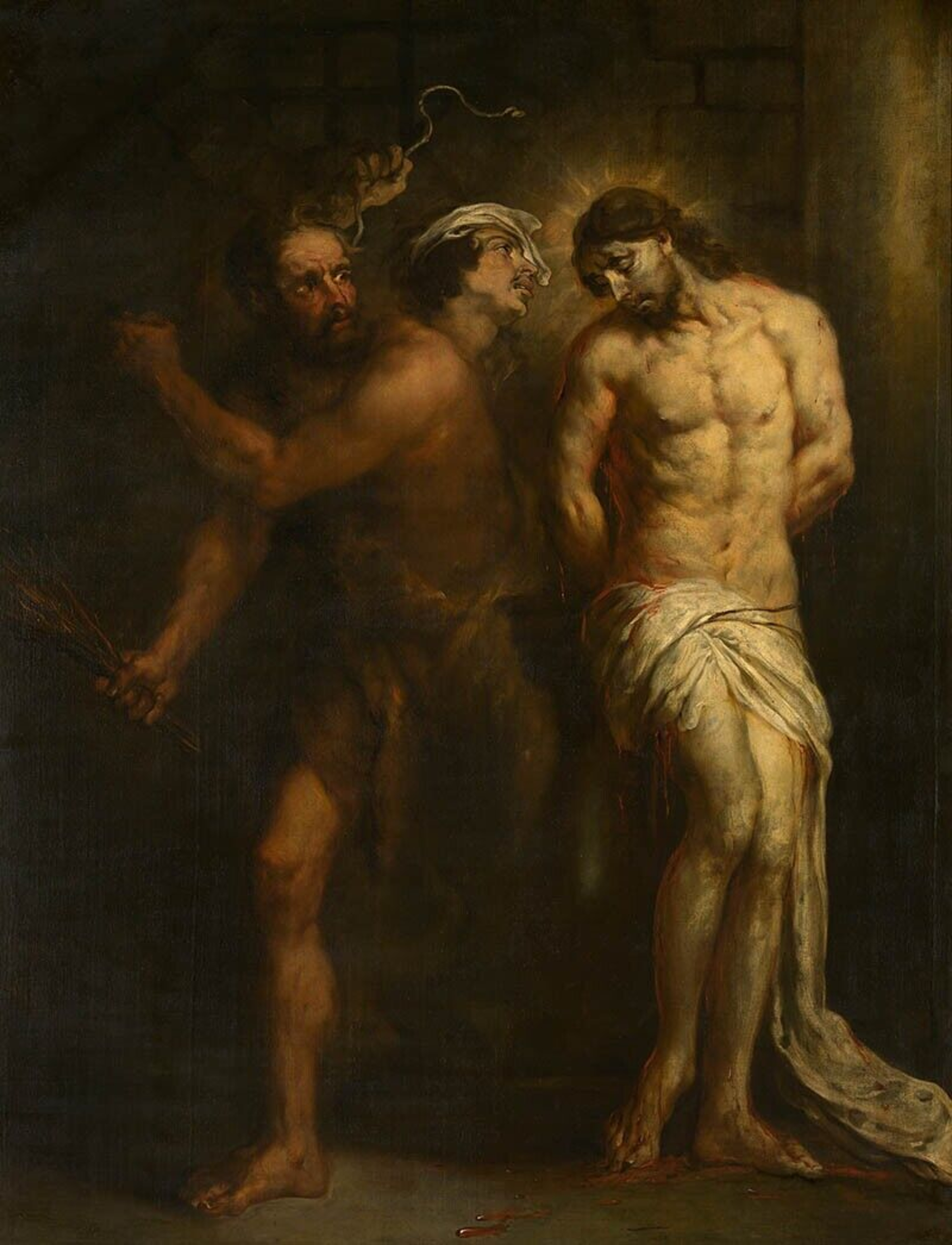
La flagelación, óleo sobre lienzo, 217,4 x 167,6 cm, Amberes, Museo Real de Bellas Artes de Amberes.

A la etapa final de su producción pertenecen obras de asunto religioso, como la serie de la Pasión pintada para las beguinas de Malinas, de pincelada más libre, fuerte carga emotiva y brillante color.
Hombre piadoso, varios de sus hijos tomaron el estado religioso y fue miembro activo desde 1638 de una cofradía de hombres casados vinculada a la Compañía de Jesús para la que pintó unos Esponsales de la Virgen, de forma que a su muerte, en julio de 1671, sus funerales se celebraron con gran solemnidad en la catedral de Amberes el día 7 del mismo mes.
Su retrato, grabado por Pieter de Jode II a partir del pintado por el propio Cossiers, se encuentra en el Het Gulden Cabinet de Cornelis de Bie, con su biografía.

## Obra

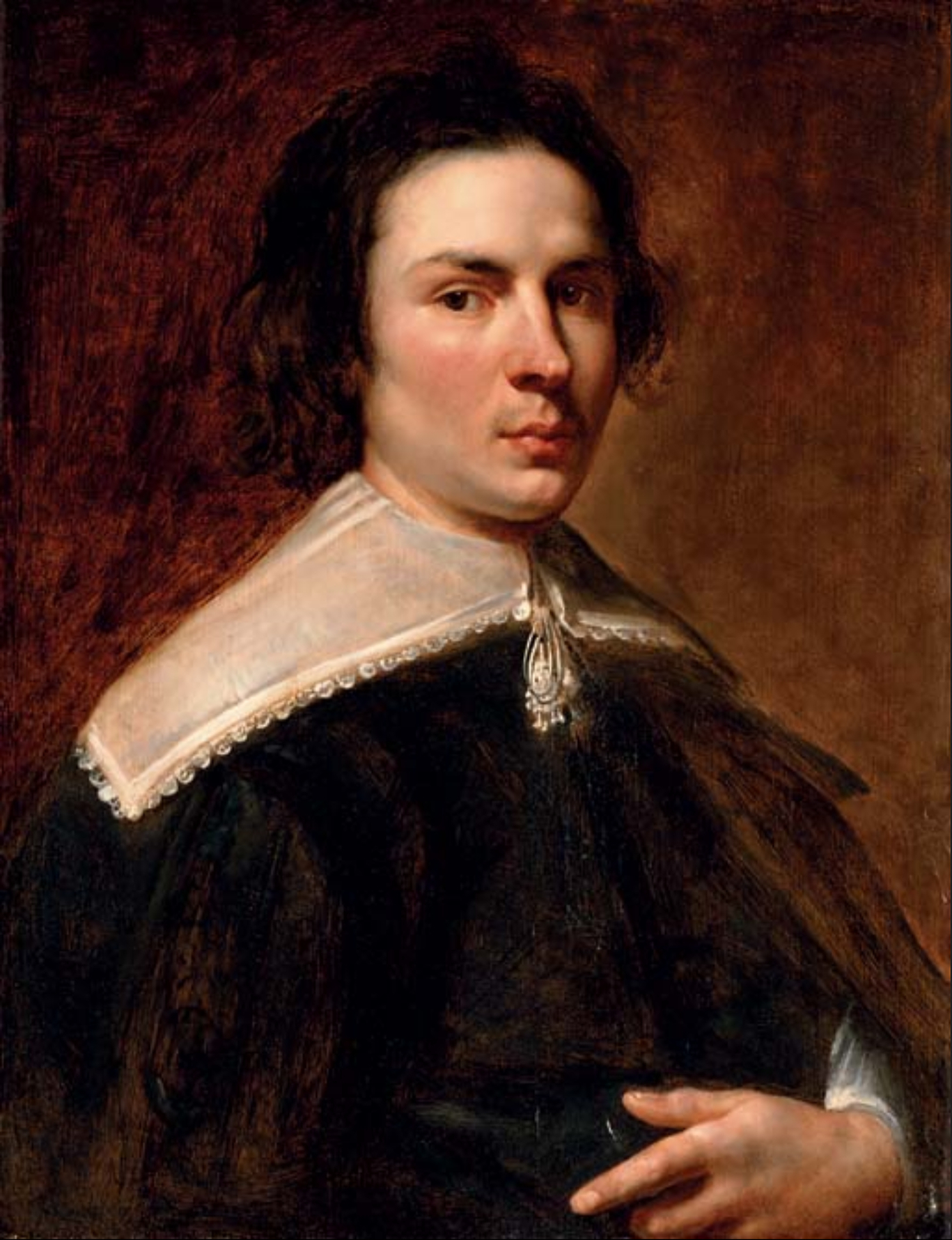
Retrato de un caballero, óleo sobre tabla, 62,9 x 48,3 cm. Colección privada.

Junto con las obras arriba mencionadas, se relaciona con Jan Cossiers un Ecce Homo conservado en el Museo del Louvre, obra de juventud que podría haber sido pintado hacia 1620 y en todo caso antes del viaje del pintor a Italia. La buenaventura de la que existen versiones con algunas variantes en el museo de Bellas Artes de Valenciennes, el Museo del Hermitage y la Pinacoteca Antigua de Múnich, junto con El concierto del Hermitage o El fumador del Museo Real de Bellas Artes de Amberes son, al contrario, obras de género influidas por el caravaggismo aprendido en Italia e interpretado a la manera de otros pintores flamencos y holandeses con los que pudo coincidir durante su estancia romana como los más cercanos a Simon de Vos y Theodoor Rombouts.
De su dedicación a la pintura religiosa, de la que se ocupó principalmente tras la muerte de Rubens, pueden servir de ejemplo algunos grandes cuadros de altar como La adoración de los pastores del Museo de Bellas Artes de Amberes, con motivos iconográficos tomados de los autos sacramentales medievales, y la Flagelación de Cristo del mismo museo, o en formato algo menor el Martirio de santa Catalina (1647) del Hunterian Museum and Art Gallery de la Universidad de Glasgow y la Adoración de los pastores del Staatliche Kunstsammlungen de Kassel, entre otros. En la misma línea que todos los seguidores de Rubens y Jordaens en Amberes, los grandes lienzos de altar de Cossiers no están faltos de fuerza de color y composición, pero adolecen de originalidad y de cualquier rasgo de cualidad especial que los distinga, por lo que pronto cayeron en el olvido.

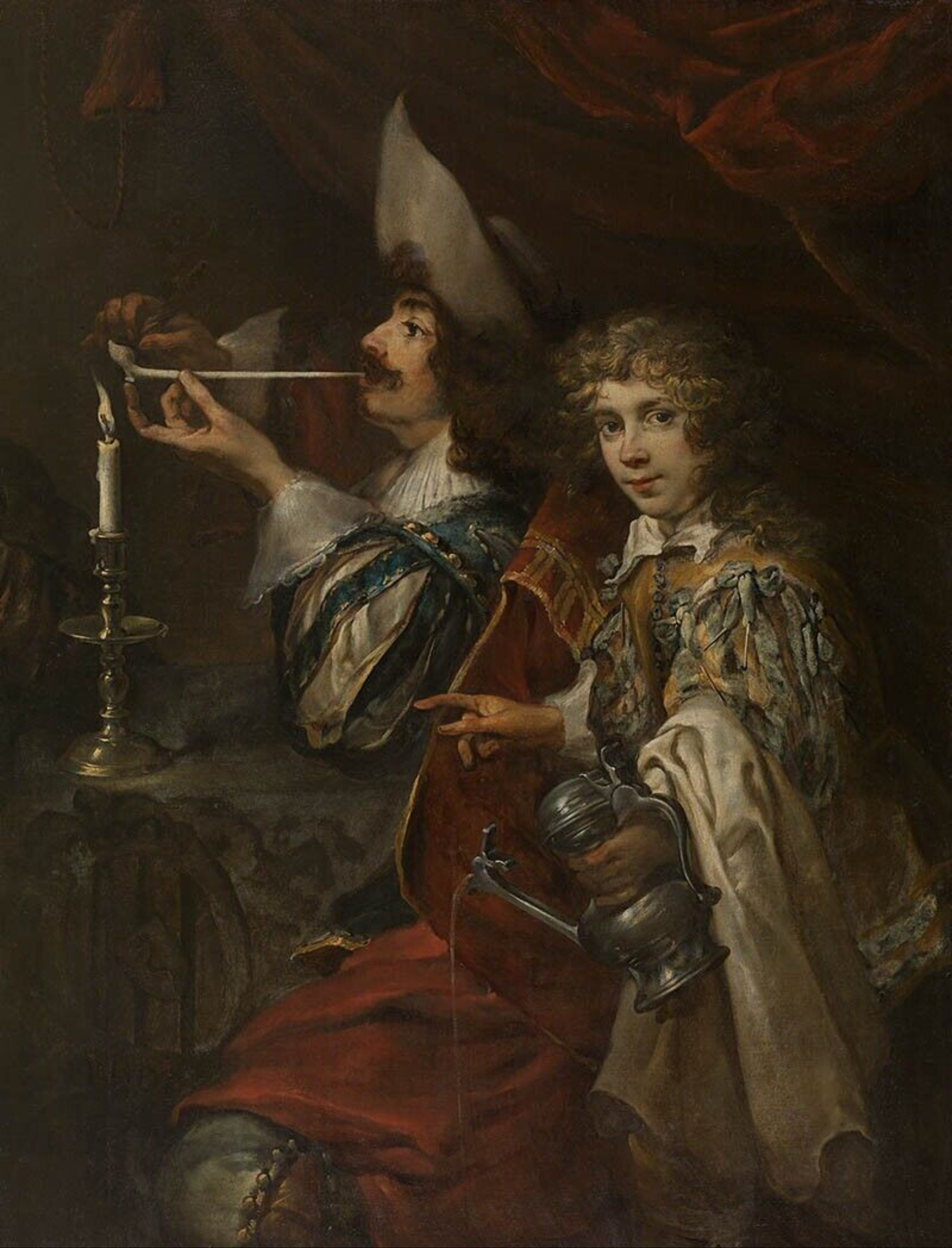
El fumador, óleo sobre lienzo, 132 x 121 cm, Amberes.

Más éxito tuvo con sus retratos y escenas de interiores. Jan Cossiers se había formado con grandes retratistas como Cornelis de Vos y Abraham de Vries. De este modo adquirió los conocimientos necesarios para satisfacer la demanda de retratos individuales y de grupo de la burguesía acomodada. Sus retratos se caracterizan por la sensibilidad en el tratamiento del personaje retratado, su perspicacia psicológica y la elegancia desenfadada de algunos de sus modelos. En el Retrato de un caballero (subastado en Christie's el 19 de abril de 2007, Nueva York, lote 226) Jan Cossiers supo retratar el carácter seguro y digno del modelo a través de detalles como la mano izquierda, que descansa firmemente en su cintura. Más severo, el Retrato de un cirujano del Museo de Bellas Artes de Amberes, figura de tres cuartos en pie, junto a una mesa sobre la que reposan una calavera con dos agujeros en la frente y un taladro, muestra al efigiado en actitud de impartir una lección de anatomía.
Autor también, especialmente en sus primeros años, de pinturas de género, algunas de ellas pueden interpretarse al mismo tiempo como tronies, al modo de los retratos de Brouwier, y como alegorías de los cinco sentidos, así algunas de las obras que han comparecido después de 2000 en casas de subastas a nombre de Cossiers, como Un hombre mirando su jarra vacía, vendido en Hampel (Múnich) en marzo de 2011, o el Retrato de un caballero, se dice que es Adriaen Brouwer, a la venta en Bonhams de Londres el 5 de julio de 2006.

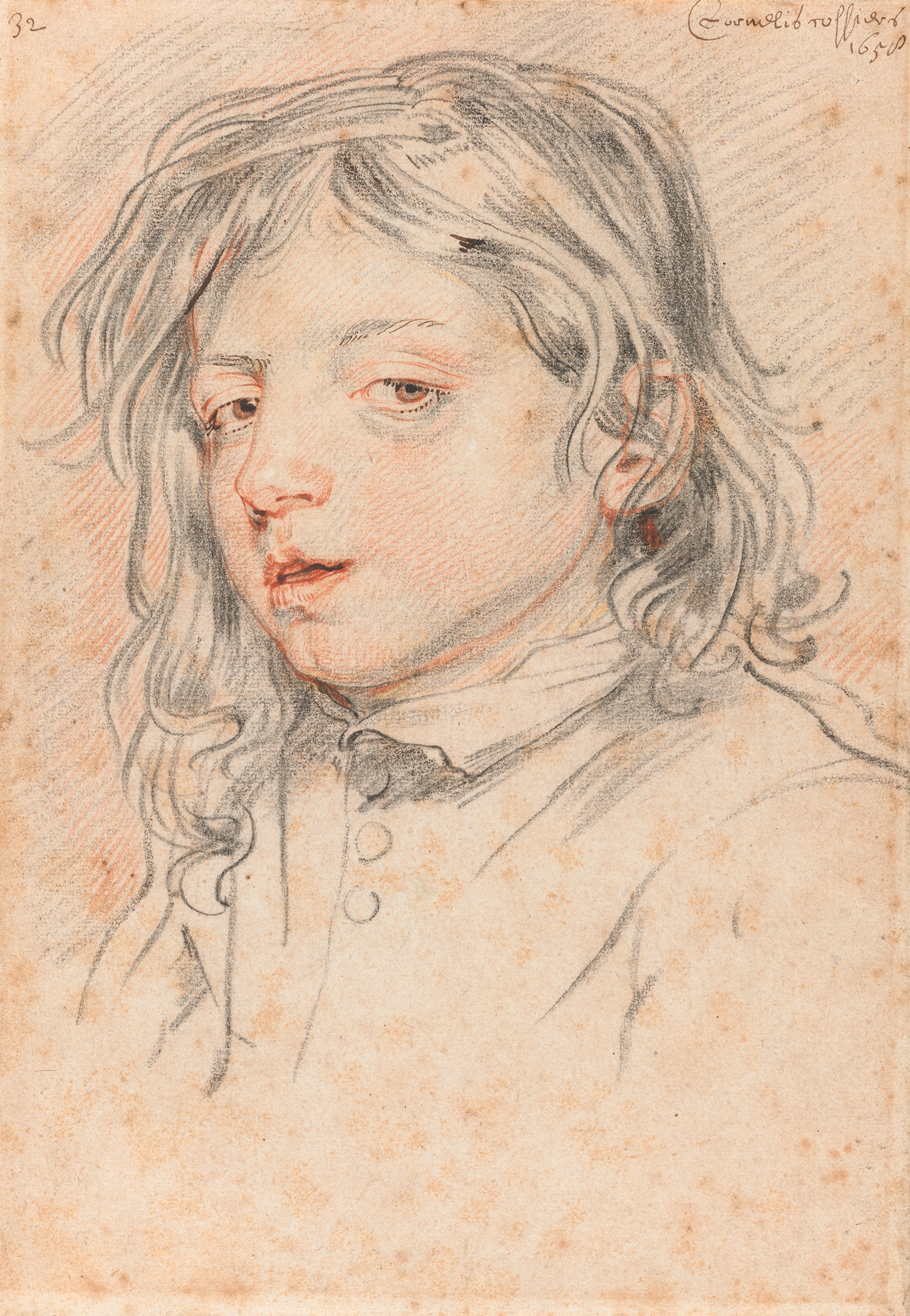
Retrato de Cornelis Cossiers, 1658, dibujo a tiza roja, negra y amarilla, Ámsterdam, Rijksmuseum.

## Dibujos
Cossiers fue también un consumado dibujante, como muestran varios retratos infantiles, entre ellos los de sus propios hijos, numerados en la parte superior izquierda, identificados con el nombre del retratado y fechados en 1658. La serie se caracteriza por el tratamiento íntimo y los efectos particularmente realistas. Los retratos conservados sólo representan a los hijos del artista y no a sus cinco hijas. La ejecución de estos retratos es muy variada y fluida. Otros retratos, dibujados con la misma técnica y fluidez, representan a personajes no identificados, caracterizados por el ademán aristocrático, como el Retrato de un joven magistrado del Rijksmuseum de Ámsterdam.